# Berenguer d'Empúries
Berenguer d'Empúries (?, ? - ?, v. 1098) va ser vescomte de Peralada i de Rocabertí (1078-1098). Segon fill del comte Ponç I d'Empúries, que en morir el 1078, va dividir els seus dominis entre els fills, i li deixà Peralada, Carmençó i Rocabertí, però en qualitat de feudatari del seu germà Hug II d'Empúries. És identificat com Berenguer Renard de Carmençó, documentat a Girona el 1072. Casat amb Arsenda de Rocabertí, va ser succeït pel seu fill Dalmau Berenguer, que va donar origen al nou llinatge de vescomtes de Rocabertí.